# Mariusz Jurkiewicz
Mariusz Jurkiewicz (Lubin, 1982. február 3. –) világbajnoki bronzérmes lengyel válogatott kézilabdázó, a Kielce játékosa.

## Pályafutása

### Klubcsapatokban
Pályafutását a Zagłębie Lubin csapatában kezdte, de ifjúsági korú játékosként megfordult az SMS Gdańsk akadémiáján is. A Zagłębie felnőtt csapatában 2000–2001-es szezonban 163 gólt szerzett a bajnokságban. 2003-ban a spanyol Ciudad Real szerződtette, amellyel megnyerte a spanyol bajnokságot a 2003–2004-es szezonban és bemutatkozhatott a Bajnokok Ligájában is. 2004 és 2009 között a szintén spanyol Arrate csapatában kézilabdázott. A 2008–2009-es szezonban elérte csapatával az EHF-kupa negyeddöntőjét. A kupakiírásban 29 gólt szerzett.
2009 nyarán a San Antonio igazolta le, amellyel bejutott a Kupagyőztesek Európa-kupája elődöntőjébe. A 2010–2011-es szezonban ismét a Ciudad Real játékosa volt, amellyel bejutott a Bajnokok Ligája döntőjébe, de ott csapata 27–24-re kikapott a Barcelonától. Jurkiewicz öt gólt szerzett a döntőben. 2011 és 2013 között a Ciudad jogutódjában, az Atlético Madridban játszott, de ebben az időszakban sérülések is hátráltatták. 2012-ben klubvilágbajnokságot nyert a csapattal. A német THW Kiel elleni döntőben ötször volt eredményes.
2013-ban kétéves szerződést írt alá Wisła Płockkal. 2015 nyarán a Kielcében folytatta pályafutását. Átigazolása a hazai riválishoz széles körű vitákat váltott ki hazájában, a Wisla elnöke, Robert Raczkowski a játékos viselkedését is kritizálta, mondván, az profi sportolóhoz nem volt méltó. Jurkiewicz később úgy nyilatkozott, hogy döntését nagyban befolyásolta a Kielce edzőjének, Talant Dujsebajevnek a személye, akivel korábban a Ciudad Realnál már együtt dolgozott.
2015 májusának elején súlyos térdsérülést szenvedett, tíz hónapot kellett kihagynia, így csak 2016 márciusában mutatkozhatott be új csapatában. Ötször nyert bajnokságot és négyszer Lengyel Kupát a csapattal, amellyel a 2015–2016-os szezonban a Bajnokok Ligáját is megnyerte, miután a sorozat döntőjében hosszabbítás és hétméteresek után legyőzték az MVM Veszprémet.

### A válogatottban
2002-ben a lengyel ifjúsági csapattal, amelynek csapatkapitánya volt, megnyerte az U-20 Európa-bajnokságot. A Lengyelországban rendezett torna során hét mérkőzésen 33 gólt dobott és 21 gólpasszt osztott ki.
2002. november 1-jén mutatkozott be a lengyel felnőtt válogatottban.
A 2009-es horvátországi világbajnokságon bronzérmes csapat tagja, három találkozón kapott szerepet a tornán. A 2015-ös, Katarban rendezett világbajnokságon a nemzeti csapat alapembereként kilenc mérkőzésen 23 gólt szerzett, a lengyelek pedig újabb bronzérmet szerzetek. A 2014-es dániai Európa-bajnokságon húsz góljával a válogatott legeredményesebb játékosa volt, holtversenyben Krzysztof Lijewskivel.
Összesen egy olimpián, négy világbajnokságon és öt Európa-bajnokságon lépett pályára. A 2016-os riói olimpián szereplő csapatba Łukasz Gierak sérülése miatt került be. A lengyelek negyedikek lettek a tornán, Jurkiewicz a németek ellen elveszített bronzmérkőzésen háromszor volt eredményes. A 2017-es világbajnokságon résztvevő csapatnak Michał Jurecki sérülése után ő volt a csapatkapitánya, de ő is megsérült a torna kezdeti szakaszában, így ez befolyásolta teljesítményét.

## Családja
Nős. Nővére, Wojciech Jurkiewicz válogatott röplabdázó.

## Sikerei, díjai
- Spanyol bajnok: 2004
- Spanyol Király-kupa-győztes: 2011, 2012, 2013
- Spanyol Kupa-győztes: 2004, 2011
- Spanyol Szuperkupa-győztes: 2011
- IHF-Szuper Globe (Klubvilágbajnokság)-győztes: 2010, 2012
- Lengyel bajnok: 2016, 2017, 2018, 2019, 2020
- Lengyel Kupa-győztes: 2016, 2017, 2018, 2019
- Bajnokok Ligája-győztes: 2016